# Antignac, Cantal
Antignac är en kommun i departementet Cantal i regionen Auvergne-Rhône-Alpes i mitten av Frankrike. Kommunen ligger  i kantonen Saignes som ligger i arrondissementet Mauriac. År 2022 hade Antignac 282 invånare.

## Befolkningsutveckling
Antalet invånare i kommunen Antignac
Referens:INSEE

## Galleri

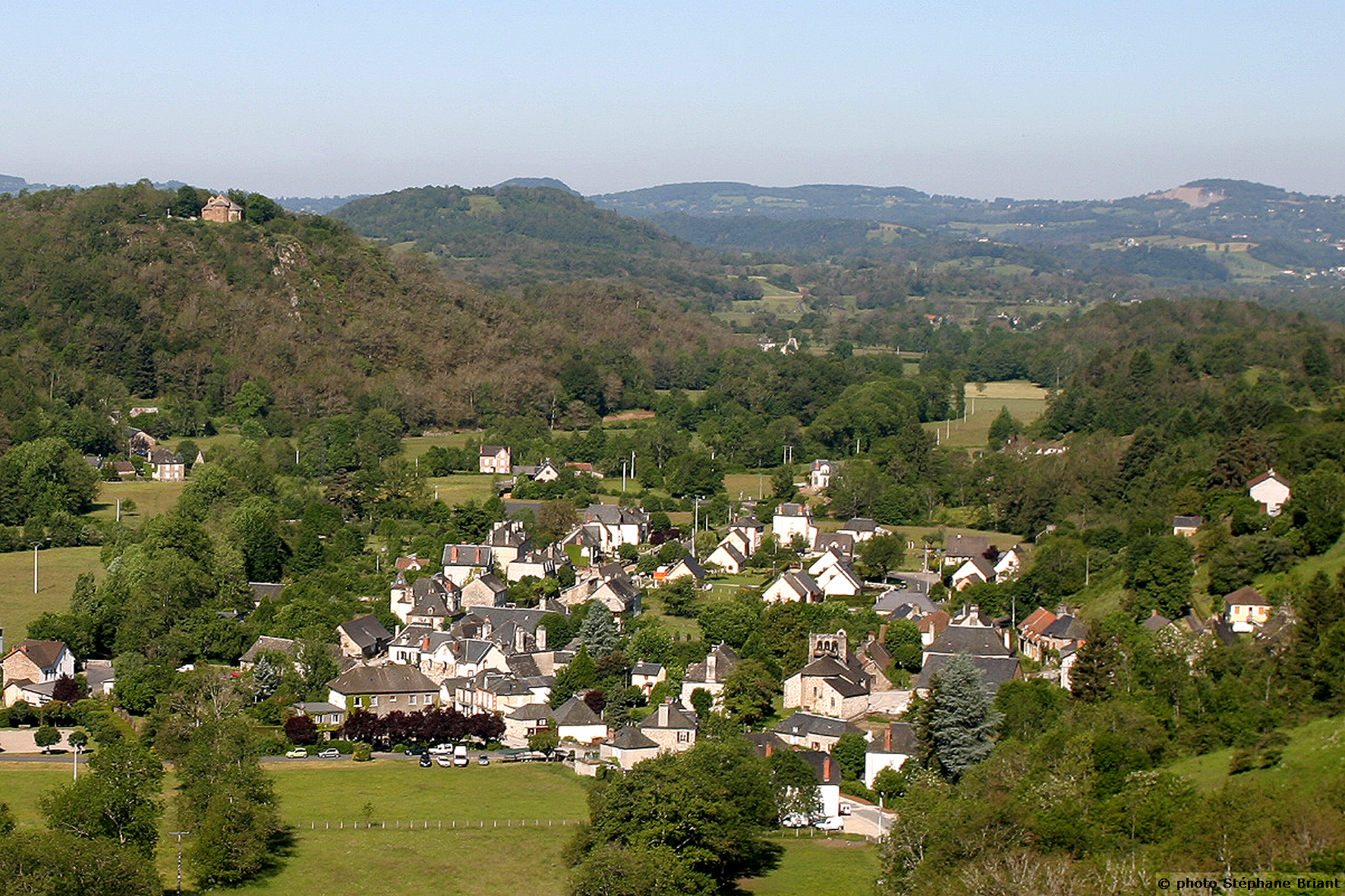
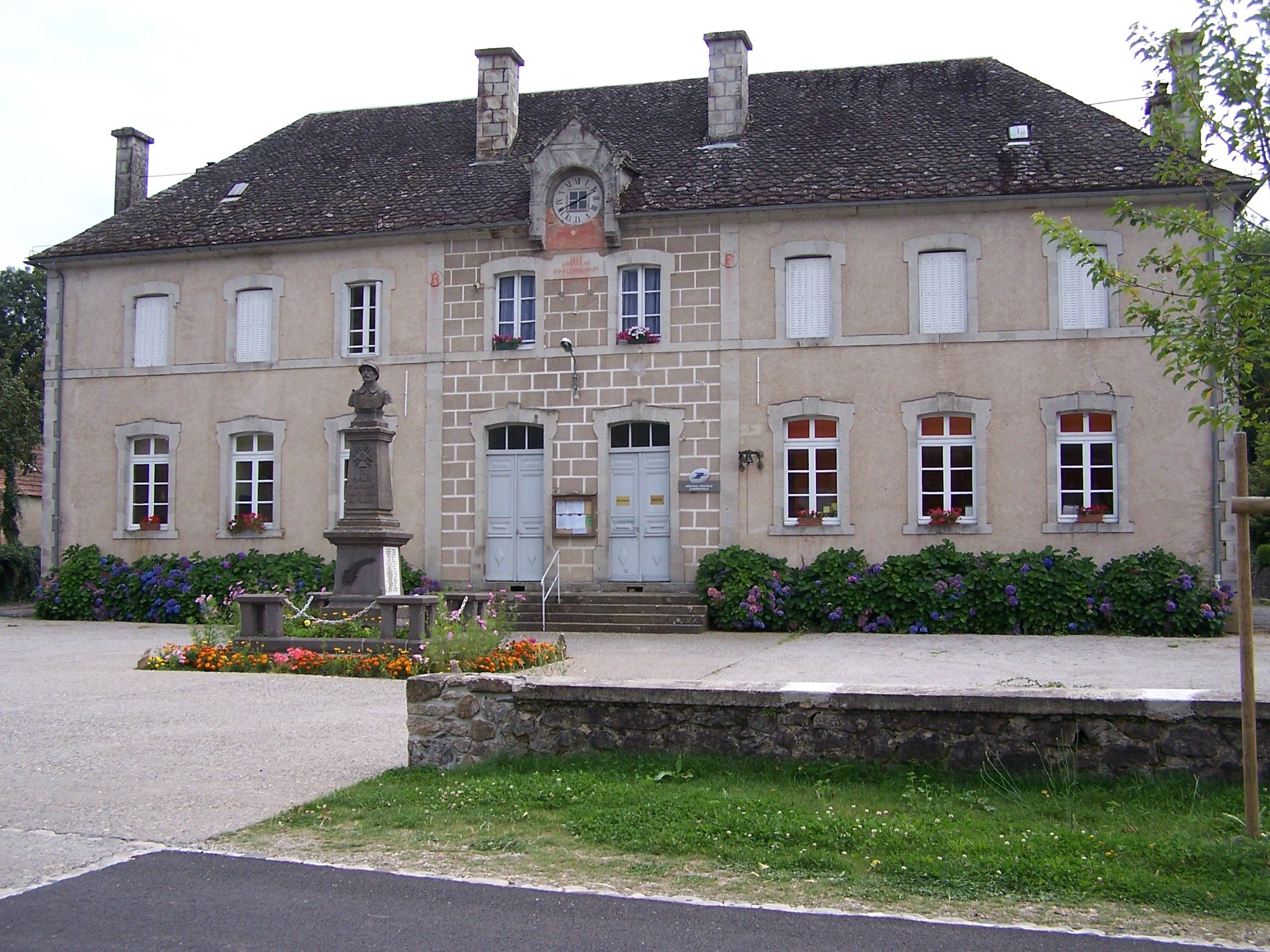
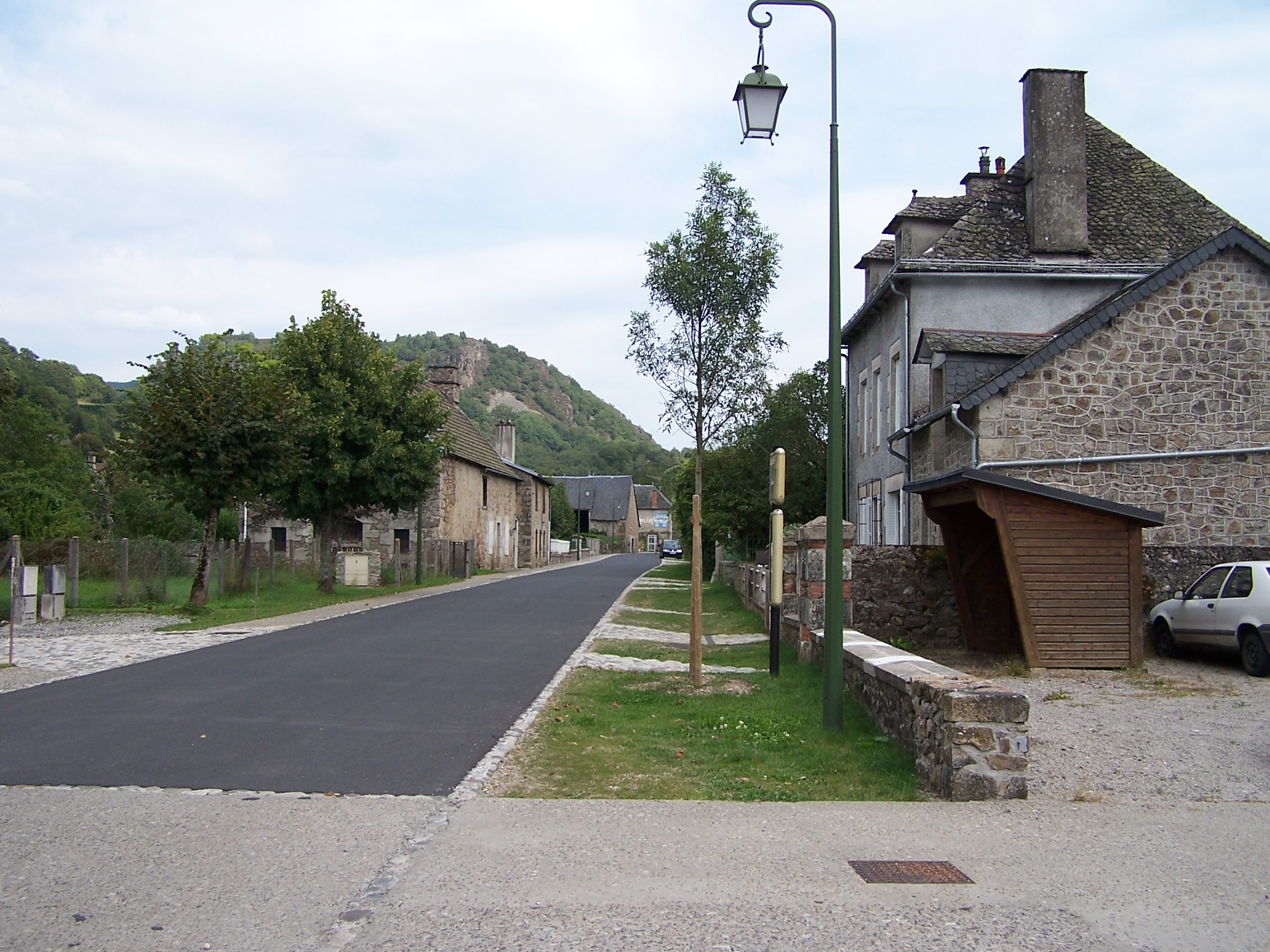
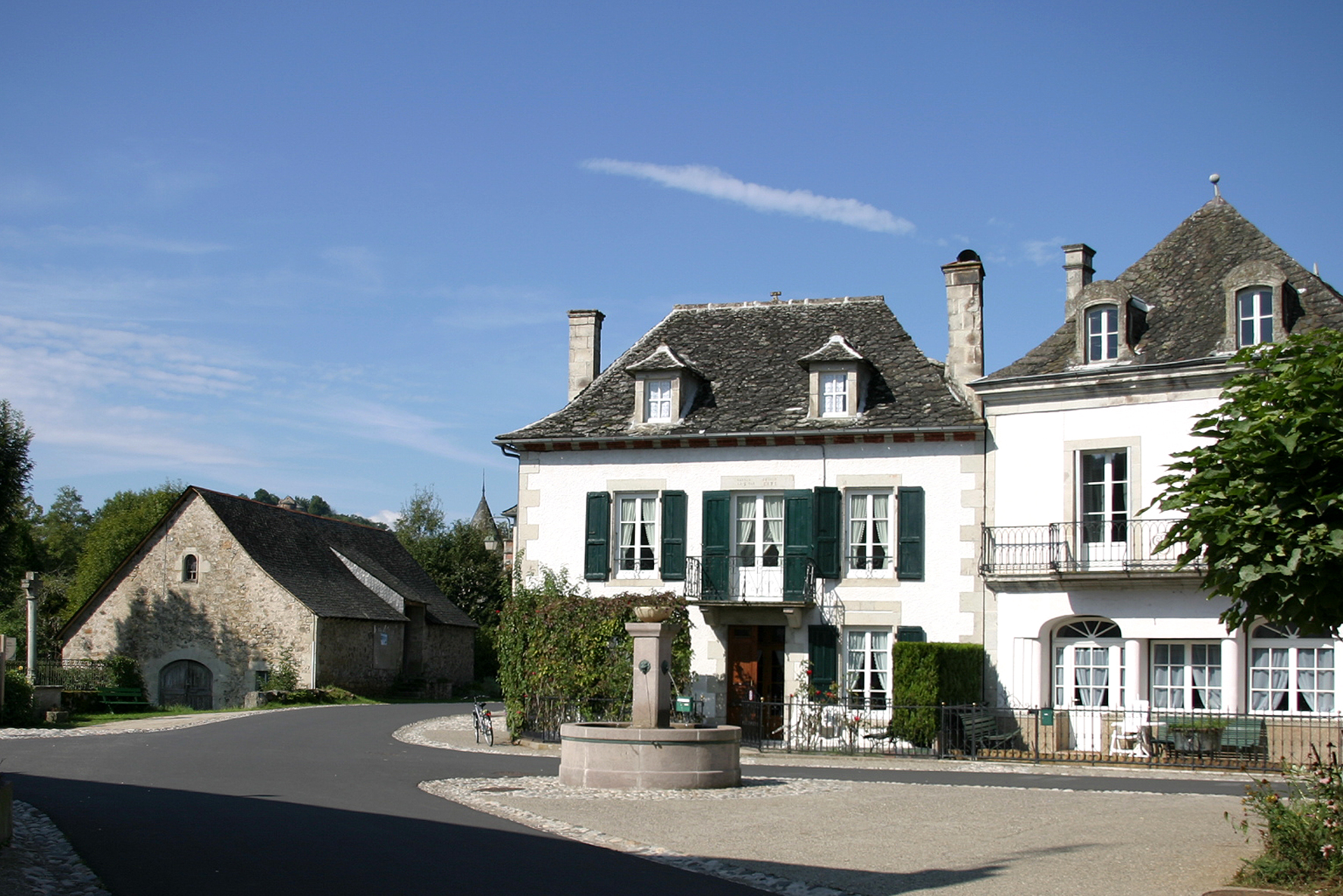